# Basketball-Bundesliga 1976-1977
La Basketball-Bundesliga 1976-1977 è stata l'11ª edizione del massimo campionato tedesco occidentale di pallacanestro maschile. La vittoria finale è stata ad appannaggio dell'USC Heidelberg.

## Risultati

### Stagione regolare
|     | Squadra           | G  | V  | P  | PF   | PS   | Pt. | Qualificazione                  |
| --- | ----------------- | -- | -- | -- | ---- | ---- | --- | ------------------------------- |
| 1.  | USC Heidelberg    | 18 | 15 | 3  | 1530 | 1327 | 30  | girone finale                   |
| 2.  | SSV Hagen         | 18 | 15 | 3  | 1585 | 1403 | 30  | girone finale                   |
| 3.  | TuS 04 Leverkusen | 18 | 13 | 5  | 1703 | 1444 | 26  | girone finale                   |
| 4.  | MTV 1846 Gießen   | 18 | 12 | 6  | 1658 | 1404 | 24  | girone finale                   |
| 5.  | MTV Wolfenbüttel  | 18 | 12 | 6  | 1576 | 1504 | 24  | girone finale                   |
| 6.  | 1. FC 01 Bamberg  | 18 | 10 | 8  | 1546 | 1563 | 20  | girone finale                   |
| 7.  | SSC Gottinga      | 18 | 5  | 13 | 1491 | 1627 | 10  | girone retrocessione/promozione |
| 8.  | ASV Colonia       | 18 | 4  | 14 | 1421 | 1714 | 8   | girone retrocessione/promozione |
| 9.  | Post SV Bayreuth  | 18 | 2  | 16 | 1435 | 1697 | 4   | girone retrocessione/promozione |
| 10. | BC/USC Monaco     | 18 | 2  | 16 | 1435 | 1697 | 4   | girone retrocessione/promozione |

### Girone retrocessione/promozione

#### Gruppe Nord
|    | Squadra            | G  | V | P | PF  | PS  | Pt. | Qualificazione                |
| -- | ------------------ | -- | - | - | --- | --- | --- | ----------------------------- |
| 1. | ASV Colonia        | 10 | 7 | 3 | 890 | 787 | 14  | ammesse alla stagione 1977-78 |
| 2. | SSC Gottinga       | 10 | 7 | 3 | 909 | 795 | 14  | ammesse alla stagione 1977-78 |
| 3. | Schalke 04         | 10 | 7 | 3 | 914 | 840 | 14  |                               |
| 4. | DTV Charlottenburg | 10 | 4 | 6 | 814 | 820 | 8   |                               |
| 5. | Amburgo TB         | 10 | 3 | 7 | 699 | 805 | 6   |                               |
| 6. | UBC Münster        | 10 | 2 | 8 | 705 | 911 | 4   |                               |

#### Gruppe Süd
|    | Squadra               | G  | V | P  | PF   | PS   | Pt. | Qualificazione                |
| -- | --------------------- | -- | - | -- | ---- | ---- | --- | ----------------------------- |
| 1. | Aschaffenburg         | 10 | 8 | 2  | 819  | 706  | 16  | ammesse alla stagione 1977-78 |
| 2. | Post SV Bayreuth      | 10 | 7 | 3  | 867  | 765  | 14  | ammesse alla stagione 1977-78 |
| 3. | BC/USC Monaco         | 10 | 7 | 3  | 894  | 811  | 14  |                               |
| 4. | Möhringen             | 10 | 5 | 5  | 1003 | 895  | 10  |                               |
| 5. | Eintracht Francoforte | 10 | 3 | 7  | 821  | 931  | 6   |                               |
| 6. | ADB Coblenza          | 10 | 0 | 10 | 771  | 1086 | 0   |                               |

### Girone finale
|    | Squadra           | G  | V  | P  | PF   | PS   | Pt. |
| -- | ----------------- | -- | -- | -- | ---- | ---- | --- |
| 1. | USC Heidelberg    | 20 | 14 | 6  | 1590 | 1527 | 28  |
| 2. | TuS 04 Leverkusen | 20 | 13 | 7  | 1764 | 1727 | 26  |
| 3. | MTV 1846 Gießen   | 20 | 11 | 9  | 1723 | 1602 | 22  |
| 4. | SSV Hagen         | 20 | 10 | 10 | 1676 | 1651 | 20  |
| 5. | MTV Wolfenbüttel  | 20 | 6  | 14 | 1585 | 1757 | 12  |
| 6. | 1. FC 01 Bamberg  | 20 | 6  | 14 | 1596 | 1770 | 12  |

| Basketball-Bundesliga 1976-1977 |
| ------------------------------- |
| USC Heidelberg 9º titolo        |

## Formazione vincitrice
| N° | Naz.                      | Ruolo | Sportivo               |  | Alt. |  |
| -- | ------------------------- | ----- | ---------------------- |  | ---- |  |
| 4  | Germania Ovest (bandiera) | A     | Jochen Schmitt         |  |      |  |
| 5  | Germania Ovest (bandiera) | P     | Harald Rupp            |  | 174  |  |
| 6  | Germania Ovest (bandiera) |       | Hans-Peter Kaltschmitt |  |      |  |
| 7  | Germania Ovest (bandiera) | A     | Hans Niklas            |  |      |  |
| 8  | Stati Uniti (bandiera)    | G     | Herschel Lewis         |  |      |  |
| 9  | Germania Ovest (bandiera) | C     | Dietrich Keller        |  | 208  |  |
| 10 | Germania Ovest (bandiera) | AG    | Wolfgang Fengler       |  | 204  |  |
| 11 | Germania Ovest (bandiera) | C     | Achim Heine            |  |      |  |
| 12 | Germania Ovest (bandiera) | A     | Rainer Frontzek        |  |      |  |
| 14 | Germania Ovest (bandiera) | A     | Achim Strüven          |  |      |  |
| 15 | Germania Ovest (bandiera) |       | Hans Riefling          |  |      |  |
|    | Germania Ovest (bandiera) | A     | Michael Vogel          |  |      |  |
|    | Germania Ovest (bandiera) | C     | Bernd Kimpel           |  |      |  |
|    | Germania Ovest (bandiera) | All.  | Hans Leciejewski       |  |      |  |